# Formazione erbacea
Le formazioni erbacee comprendono i pascoli, i prati-pascoli e gli incolti ricoperti da vegetazione prevalentemente erbacea.  Non sono dunque formazioni erbacee i terreni temporaneamente privi di vegetazione arborea a seguito del trattamento selvicolturale.
| Controllo di autorità | Thesaurus BNCF 5946 |